# Можичин-Влукі
Можичин-Влукі (пол. Morzyczyn-Włóki) — село в Польщі, у гміні Садовне Венґровського повіту Мазовецького воєводства.
Населення — 407 осіб (2011).
У 1975-1998 роках село належало до Седлецького воєводства.

## Демографія
Демографічна структура станом на 31 березня 2011 року:
|          | Загалом | Допрацездатний вік | Працездатний вік | Постпрацездатний вік |
| -------- | ------- | ------------------ | ---------------- | -------------------- |
| Чоловіки | 200     | 33                 | 143              | 24                   |
| Жінки    | 207     | 43                 | 107              | 57                   |
| Разом    | 407     | 76                 | 250              | 81                   |